# Aschwin von Salder
Aschwin von Salder (* um oder vor 1308; † 11. Dezember 1369) war Propst im Stift St. Blasius in Braunschweig sowie Domherr in Hildesheim und Bremen.

## Leben und Wirken
Aschwin war der Sohn des Ritters Heinrich von Salder und dessen Gemahlin Gräfin Elisabeth von Wohldenberg. Er gilt als bedeutendste Persönlichkeit aus der Alwinschen Linie des braunschweigisch-hildesheimischen Geschlechts von Salder. Dieses entstammte der Ortschaft Salder, die nahe der Lichtenberge lag. Im Jahr 1327 versuchte er als Kandidat des Bischofs von Schwerin die Pfarrei St. Nicolai in Stralsund in seinen Besitz zu bringen, da er für eine kirchliche Laufbahn bestimmt war. Er wurde 1329 Kanoniker in St. Blasius zu Braunschweig. Durch Herzog Otto den Milden wurde er 1341 in das Amt des Propstes des Blasiusstiftes erhoben. Als Propst stand ihm ein vom Kapitel getrenntes Sondergut zu. Die Leitung des Kapitel oblag jedoch einem von den Stiftsherren gewählten Dekan. Im Jahr 1356 wurde er, gemeinsam mit anderen, zum Rat Ludwigs, des Sohnes von Herzog Wilhelm ernannt, da Ludwig als Thronfolger vorgesehen war. Dieser verstarb jedoch schon 1367 vor seinem Vater. Zu diesem Rat gehörten neben Aschwin die Ritter Bertold von Reden, Ludolf von Hohnhorst, Segeband von dem Berge, Heinrich Knigge und der Knappe Paridam Plote. Im Text einer Urkunde werden weitere Verwandte Aschwins erwähnt:

„Aschwin von Salder, Probst zu St. Blasius in der Burg zu Braunschweig, sein Bruder Heinrich, seine Neffen Hans und Siegfried von Salder, Johann von Salder zu Lichtenberg und dessen Söhne, Ludolf von Honhorst, Küchenmeister Diedrich Schlette, die Gebrüder Heinrich und Harneyd von Wrestede, Hans von Honloge, sein Sohn Ludolf und sein Vetter Ludolf stellen einen Revers aus, dass Herzog Wilhelm von Braunschweig und Lüneburg ihnen die Schlösser Lauenrode, Hannover und Fattensen mit Vogtei, zwei Hufen auf dem Felde zu ‚Osterem‘ vor Fattensen und die Dörfer Hilperdingen und Sehnde verpfändet und folgende fünf unter ihnen, nämlich den Aschwin und Johann von Salder, Ludolf von Honhorst, Hans von Honloge und den Küchenmeister Schlette, zu Amtleuten ernannt hat. Sie geloben, den Pfand- und Dienstvertrag, falls der Herzog, ohne einen Sohn zu hinterlassen, stirbt, dem Herzoge Ludwig von Braunschweig zu halten. – 1356, den 14. December“

Zu diesen Pfandbesitztümern gehörten unter anderem die zum Bistum Hildesheim gehörende Burg Ruthe, von 1349 bis 1354 die Burg Campen sowie gemeinsam mit seinen Söhnen und Brüdern die Burg Lichtenberg im Herzogtum Lüneburg.
Aschwin hatte eine Universität besucht, die er mit dem Grad eines baccalaureus in decretis (im Kirchenrecht) abgeschlossen hatte, einen entsprechenden Titel trug er nachweislich seit dem 13. Mai 1358. Er war zudem seit dem 13. Januar 1363 als Domherr und Propst des Moritzstiftes in Hildesheim sowie ab dem 28. Februar 1369 als Domherr in Bremen und Besitzer der Kapelle auf der Asseburg. Er besaß ein Haus am Papenstieg in Braunschweig, das nach seinem Tod an das Blasiusstift ging. Aus dem Erlös wurde eine von ihm gestiftete Vikarie finanziert. Seine großzügigen Stiftungen blieben über seinen Tod hinaus in Erinnerung.

## Verwandte gleichen Namens
In der Familie von Salder[n] gab es mehrere Personen mit dem Vornamen Aschwin. Die hier aufgeführten Nennungen sind nicht mit dem Propst identisch.
- Ritter Aschwin von Salder[n] 1294/1295, ein Vogt des Herzogs Heinrich im Gericht Buchladen, tritt mit Dietrich von Esplingrode, Grubo von Grubenhagen, Ekbert von Hattorpe, Hermann von Münningherode und Johann von Besekendorpe als Zeuge auf.[4] und Aschwin von Salder um 1300 („Ritter Aschwin von Salder tauscht, als Amtmann des Herzogs Otto von Braunschweig und Lüneburg m Lichtenberg, leibeigene Leute zu Barmke. – 1300, den 3. April. ХП.“)[5]
- Schenk Aschwin von Salder in Urkunden aus den Jahren 1373 und 1380 (Ausübung der Gerichtsbarkeit am Vogteigericht Bockenem)[6]
- Aschwin von Saldern (* 7. August 1656; † 1714)[7]

## Grablege

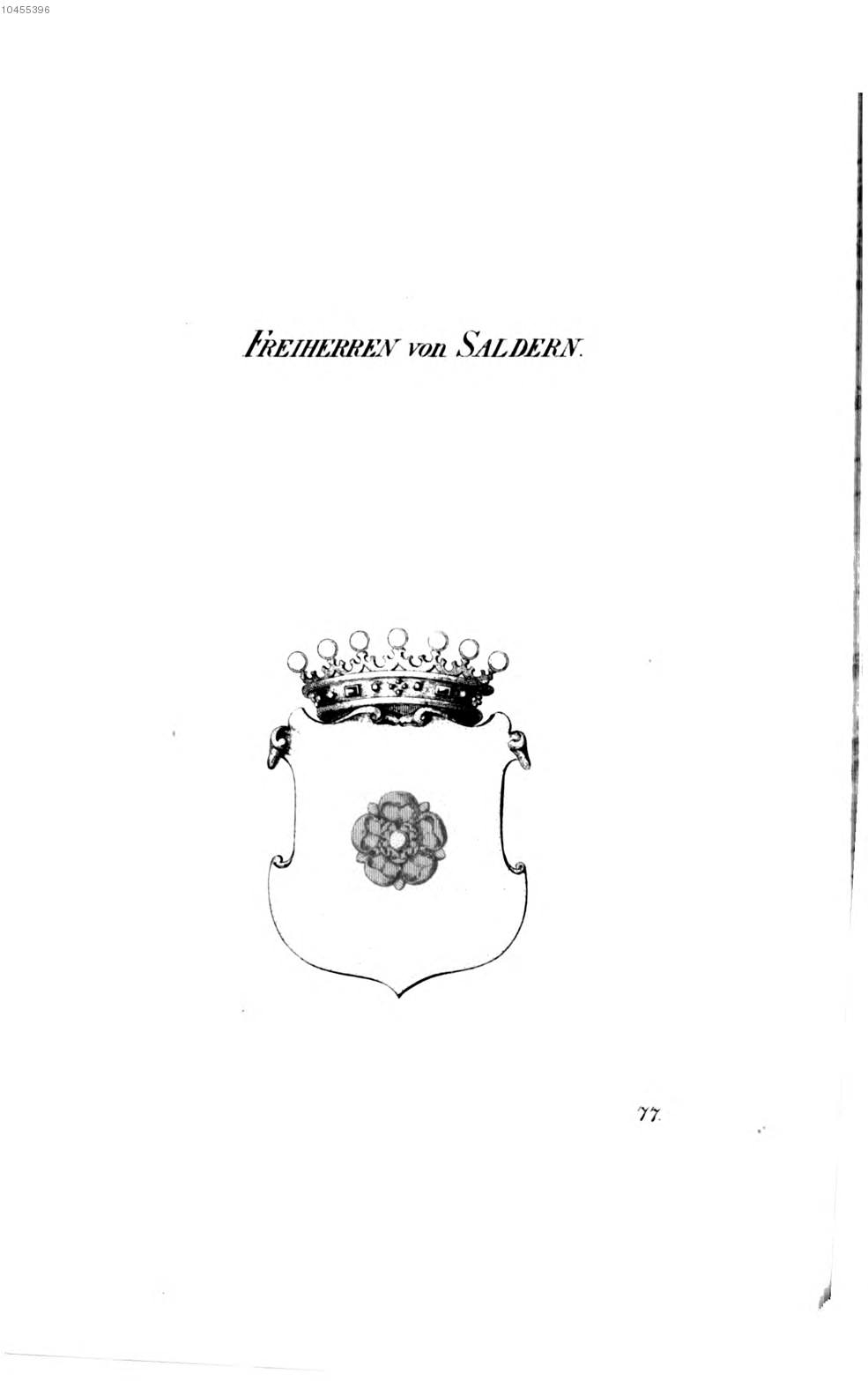
Wappen von Saldern
1846 und 1865

Aschwin von Salder erhielt seine Grablege im alten Nordseitenschiff von St. Blasius vor den Altären des Paulus und des Thomas. Bis zu einer Renovierung im Jahr 1739 war diese mit einer kostbaren Messingplatte bedeckt. Auf dieser Platte ist in gotischen Majuskeln folgende Inschrift zu lesen.
Die rechteckige Platte zeigt im mittleren Feld die Gestalt des Priesters, im Fußbereich das Wappen derer von Salder[n]. Eingerahmt ist das Bildnis durch die umlaufende Inschrift. Anton August Beck schuf, vermutlich als sie noch dort eingebaut war, ein Aquarell der Platte.